# 整備管理者
整備管理者（せいびかんりしゃ）とは、日本の道路運送車両法に基づいて、大型自動車使用者等が自動車の点検及び整備並びに自動車車庫の管理に関する事項を処理させるために一定の要件を備える者から選任した者の呼称。

## 概要
自動車の使用者は、自動車の点検をし、及び必要に応じ整備をすることにより、当該自動車を保安基準に適合するように維持する義務を負っている（道路運送車両法 第47条）。しかし、大型バスのような車両構造が特殊な自動車で事故の際の被害が甚大となる自動車を用いる場合には、専門的知識をもって車両管理を行う必要がある。また、使用する自動車の台数が多い場合には、使用者自らが点検・整備について管理することが困難となり、管理・責任体制が曖昧になるおそれがある。整備管理者は使用者に代わって車両管理を行うことにより、点検・整備に関する管理・責任体制を確立し、自動車の安全確保、環境保全を図るとされている。

## 選任
自動車の使用者は以下の自動車についてそれぞれ定められた台数以上のものの使用の本拠ごとに、整備管理者を選任しなければならない。なお、整備管理者を選任しなければならない者を大型自動車使用者等という。（道路運送車両法 第50条、道路運送車両法施行規則 第31条の3）
- バス（事業用・レンタカーは乗車定員11人以上の自動車、自家用は乗車定員30人以上の自動車） - 1台
- 自家用のマイクロバス（乗車定員11人以上29人以下の自動車。レンタカーを除く） - 2台
- 乗車定員10人以下で車両総重量8トン以上の自家用自動車、乗車定員10人以下の事業用自動車 - 5台
- 貨物軽自動車運送事業用自動車、乗車定員10人以下で車両総重量8トン未満のレンタカー - 10台

従って、自動車運送事業者でなくてもマイクロバス2台を同一の使用の本拠におけば整備管理者の選任が必要である。また、車両総重量が8トン以上の大型消防車を5台以上擁するような消防署についても同様に整備管理者の選任を要する。

## 資格要件
次のいずれかに該当し、かつ、地方運輸局長による解任命令により解任され、解任の日から2年 (バスの整備管理者にあっては5年) を経過しない者でないこと。（道路運送車両法施行規則 第31条の4）
- 整備の管理を行おうとする自動車と同種類の自動車の点検若しくは整備又は整備の管理に関して2年以上実務の経験を有し、地方運輸局長が行う研修を修了した者であること。
- 一級、二級又は三級の自動車整備士技能検定に合格した者であること。
- 前の2つの要件に掲げる技能と同等の技能として国土交通大臣が告示で定める基準以上の技能を有すること。

なお、2014年12月現在、3つ目の要件でいう「同等の技能として国土交通大臣が告示で定める基準」は告示されていない。また、運用に関する通達が平成19年に改正され、自動車運送事業者は自企業内かグループ企業（会社法第2条第3号及び第4号に定める子会社及び親会社の関係にある企業又は同一の親会社をもつ子会社）内から選任しなけらばならなくなった。この条件に反して自動車運送事業者が外部から整備管理者を選任した場合は行政処分等の対象となるとされる。

## 職務と権限
大型自動車使用者等は、整備管理者に対し、その職務の執行に必要な次の権限を与えなければならない。（道路運送車両法 第50条第2項、道路運送車両法施行規則 第32条）
- 日常点検の実施方法を定めること
- 日常点検の実施結果に基づき、運行の可否を決定すること
- 定期点検を実施すること
- 上記の点検のほか、随時必要な点検を実施すること
- 日常点検、定期点検又は随時必要な点検の結果必要な整備を実施すること
- 定期点検及び必要な整備の実施計画を定めること
- 点検整備記録簿その他の点検及び整備に関する記録簿を管理すること
- 自動車車庫を管理すること
- 上記に掲げる事項を処理するため、運転者、整備員その他の者を指導し、又は監督すること

整備管理者は上記事項の執行に係る基準に関する規程（整備管理規程）を定め、これに基づき、その業務を行わなければならない。なお、整備管理者には整備の実施について権限が付与されるが、整備作業そのものを整備管理者自身が実施する義務はなく、外部の整備工場などに定期点検整備を依頼してもよい。

## 届出
大型自動車使用者等は、整備管理者を選任したときは、その日から15日以内に、地方運輸局長に以下の事項を記載した届出書を届け出なければならない。（道路運送車両法 第52条、道路運送車両法施行規則 第33条）
- 届出者の氏名又は名称及び住所 ☆
- 届出者が自動車運送事業者であるかどうかの別 ☆
- 整備管理者の選任に係る自動車の使用の本拠の名称及び位置 ☆
- 大型自動車使用者等となった対象の自動車の数
- 整備管理者の氏名及び生年月日 ☆
- 資格要件のうち選任した整備管理者が該当するもの
- 整備管理者の兼職の有無（兼職がある場合は、その職名及び職務内容） ☆

末尾に☆を付した事項について変更があった場合は、その変更があった日後15日以内に、大型自動車使用者等に該当しなくなつた場合は、該当しなくなつた日後30日以内に、その旨を地方運輸局長に届け出なければならない。（道路運送車両法施行規則 第70条）

## 研修
資格要件のなかで「地方運輸局長が行う研修」とあるが、整備管理者に関して地方運輸局長が行う研修は2種類ある。区別のため資格要件として行う研修を選任前研修、すでに選任されている整備管理者に対して行う研修を選任後研修という。

### 選任前研修
選任前研修については、車両管理業務を行うに当たって必要な基礎的知識及び基礎的能力を備えさせるため、次の内容を中心として行うこととされている。
- 整備管理者制度の趣旨、目的
- 整備管理者の業務、権限
- 点検・整備の方法
- 整備管理者の関係法令

地域によっては2箇月に1回程度の開催で、申込日に即日満員になる事もある。

### 選任後研修
選任後研修は、自動車運送事業者が選任している整備管理者に対し、自動車技術の進歩及び保安基準や法定点検項目の改正等の法令改正その他の自動車を取り巻く環境の変化を周知することにより、整備管理者の知識・能力を維持・向上させるために地方運輸局長が行う研修である。選任後研修は次の内容を中心として行うこととされている。
- 近年の事故事例
- 法令改正等
- 自動車技術の進歩、使用実態の変化にともなう車両管理の手法

自動車運送事業者は選任した整備管理者について研修を行う旨の通知を受けたときは、整備管理者に当該研修を受けさせなければならない。（旅客自動車運送事業運輸規則 第46条、貨物自動車運送事業輸送安全規則 第15条）
なお、自家用自動車の使用者が選任している整備管理者は対象ではない。

## 事故報告
大型自動車使用者等は、その使用する自動車について自動車事故報告規則第2条各号の事故があった場合には、当該事故があつた日から30日以内に、当該事故ごとに自動車事故報告書3通を当該自動車の使用の本拠の位置を管轄する運輸監理部長又は運輸支局長を経由して、国土交通大臣に提出しなければならない。（道路運送車両法 第100条第1項、自動車事故報告規則 第3条）
なお、自動車運送事業者の場合は自動車事故報告書の提出義務が別途あるため、違反時の罰則も異なる。（道路運送法 第29条、貨物自動車運送事業法 第24条）
自動車事故報告規則が公布された当初（1951年12月20日）は、大型自動車使用者等が報告する必要がある事故は「かじ取り装置、制動装置、車わく又は車輪（タイヤを除く。）の破損または脱落により、自動車が運行できなくなつたもの（第2条 第4号/2014年時点での第2条 第11号に相当）」に限定されていたが、その後の改正により、大型自動車使用者等も第2条各号が報告の対象になっている。

## 解任命令
地方運輸局長は、整備管理者が道路運送車両法若しくは道路運送車両法に基く命令又はこれらに基く処分に違反したときは、大型自動車使用者等に対し、整備管理者の解任を命ずることができる。 （道路運送車両法 第53条）
具体的には以下のような事例が発生した場合には、解任命令の対象となるとされる。なお、ここでいう「事故」とは、自動車事故報告規則第2条第1号、第3号及び第11号に定められたものをいう。
- 整備不良が主な要因となる事故が発生した場合であって、その調査の結果、当該自動車について日常点検整備、定期点検整備等が適切に行われていなかったことが判明した場合
- 整備不良が主な要因となる事故が発生した場合であって、その調査の結果、整備管理者が日常点検の実施方法を定めていなかったり、運行可否の決定をしていなかった等整備管理規程に基づく業務を適切に行っていなかったことが判明した場合
- 整備管理者が自ら不正改造（道路運送車両法 第99条の2 で禁止されている行為）を行っていた場合、不正改造の実施を指示・容認した場合又は不正改造車の使用を指示・容認した場合
- 選任届の内容に虚偽があり、実際には資格要件を満たしていなかったことが判明した場合又は選任時は資格要件を満たしていたものの、その後、資格要件を満たさなくなった場合
- 日常点検に基づく運行の可否決定を全く行わない、複数の車両について1年以上定期点検を行わない、整備管理規程の内容が実際の業務に即していない等、整備管理者としての業務の遂行状態が著しく不適切な場合

解任命令が発せられる際には行政手続法に基づく聴聞が行われる。聴聞に当たっては、当該行政庁はその期日の一週間前までに、行政手続法第15条第1項の規定による通知をし、かつ、聴聞の期日及び場所を公示しなければならない。また、聴聞の期日における審理は、公開により行われる。（道路運送車両法 第103条）

## 罰則
次のいずれかに該当する者は、30万円以下の罰金に処される。（道路運送車両法 第110条）
- 大型自動車使用者等に該当するにもかかわらず整備管理者を選任しなかった者
- 整備管理者の選任について届出をしなかった、または虚偽の届出をした者
- 整備管理者の解任命令に違反した者
- 事故について報告をしなかった、又は虚偽の報告をした者（自動車運送事業者の場合、50万円の過料に処される（道路運送法 第105条、貨物自動車運送事業法 第79条））

いずれの罰則も整備管理者本人ではなく大型自動車使用者等に対するものであるが、解任命令により整備管理者を解任された場合は欠格事由となり、その者は2年間 (バスは5年間) 整備管理者に選任できない。
自動車運送事業者の場合は以下のような行政処分が下るとされる。なお初違反とは、当該違反を確認した日から過去3年以内に同一営業所において同一の違反による行政処分等がない場合における当該違反をいい、再違反とは当該違反を確認した日から過去3年以内に同一営業所において同一の違反による行政処分等を1度受けている場合の当該違反をいう。日車とは自動車等の使用停止処分における単位で、たとえば、2台の事業用自動車を10日間使用停止とする処分は20日車と数える。
| 違反行為                                       | 初違反           | 再違反         |
| ---------------------------------------------- | ---------------- | -------------- |
| 営業所に整備管理者が全く不在（選任なし）の場合 | 30日間の事業停止 | 事業許可の取消 |
| 整備管理者に対する権限付与義務違反             | 10日車           | 20日車         |
| 整備管理者の選任（変更）の未届出               | 警告             | 10日車         |
| 整備管理者の選任（変更）の虚偽届出             | 40日車           | 80日車         |
| 整備管理者の解任命令違反                       | 40日車           | 80日車         |
| 整備管理者の研修受講義務違反                   | 10日車           | 20日車         |

## 関係法令の改正
- 2003年 (平成15年) 4月 - 資格要件のうち実務経験によるものが、実務経験5年から実務経験2年と研修の受講に変更。実務経験期間について機械系学科の修了による短縮規定の廃止。自家用マイクロバスについて選任義務台数を2台に緩和。自家用乗用車(乗車定員10人以下、車両総重量8トン未満)について選任不要にした。
- 2007年 (平成19年) 9月 - 自動車運送事業者において外部の者から整備管理者を選任すること（外部委託）を原則禁止。一部例外あり。